# Centre de Liaison et d'Information des Puissances maçonniques Signataires de l'Appel de Strasbourg
Het Centre de Liaison et d'Information des Puissances maçonniques Signataires de l'Appel de Strasbourg, afgekort C.L.I.P.S.A.S., is een internationale koepelorganisatie van irreguliere - ook wel liberale of adogmatische - maçonnieke obediënties (koepelorganisaties van vrijmetselaarsloges). Anno 2025 telt C.L.I.P.S.A.S. meer dan 100 leden uit alle delen van de wereld. C.L.I.P.S.A.S. wil zich inzetten voor de universele vrijmetselarij.
C.L.I.P.S.A.S. heeft sinds 2011 de status van waarnemer bij de Economische en Sociale Raad ECOSOC van de Verenigde Naties.

## Ontstaan
Op 22 januari 1961 ondertekenden elf irreguliere obediënties het zogeheten Appél van Straatsburg, een oproep aan vrijmetselaars overal ter wereld om zich te verenigen. Deze elf obediënties waren:
- Großorient von Österreich
- Grootoosten van België
- Großloge der Alten Freien und Angenommenen Maurer von Deutschland
- Serenísima Gran Logia de Lengua Española
- Grande Loge Nationale Française - Opéra
- Grand Orient de France
- Gran Loggia d’Italia
- Grand Orient du Liban
- Grootoosten van Luxemburg
- Grootloge der Nederlanden
- Grand Orient de Suisse

Door leden van deze groep werd vervolgens de organisatie C.L.I.P.S.A.S. opgericht, waarna zich steeds meer obediënties aansloten.
De eerste voorzitter van de nieuwe organisatie was de Belg Georges Beernaerts, op dat moment Grootmeester van het Grootoosten van België. Tot 1990 was de voorzitter van C.L.I.P.S.A.S. steeds afkomstig uit deze obediëntie.

## Nederlandse en Belgische leden
Hoewel de leden van C.L.I.P.S.A.S. van over de hele wereld komen, zijn er geen Nederlandse of Belgische obediënties lid. Dit was in het verleden wel het geval, voormalige leden zijn:
- Nederlandse Grootloge der Gemengde Vrijmetselarij (1985-2019)
- Belgische federatie Le Droit Humain (1983-1996)
- Grootoosten van België (1961-1996 en 2008-2019)
- Vrouwengrootloge van België (1984-2020)
- Lithos Confederatie van Loges (2011-2019)
- Grootloge van België (2011-2020)

Met uitzondering van de Belgische federatie van Le Droit Humain die al eerder uittrad, hebben alle bovengenoemdegenoemde obediënties aan het eind van het tweede decennium van de 21e eeuw C.L.I.P.S.A.S. verlaten, samen met het Grand Orient de France. Beleidskwesties lagen hieraan ten grondslag.